# The Nine Lives of Chloe King
The Nine Lives of Chloe King (2011) – amerykański serial obyczajowy fantasy stworzony przez Liz Braswell. Wyprodukowany przez Alloy Entertainment i ABC Family Original Productions.
Światowa premiera serialu miała miejsce 14 czerwca 2011 roku na antenie ABC Family i był emitowany do 16 sierpnia 2011 roku. 

## Opis fabuły
Główna bohaterka serialu Chloe King (Skyler Samuels) to piękna dziewczyna, która odkrywa w sobie nadprzyrodzone moce. Serial opowiada o jej losach.

## Obsada

### Główni
- Skyler Samuels jako Chloe King
- Benjamin Stone jako Alek Petrov
- Amy Pietz jako Meredith King
- Grace Phipps jako Amy
- Ki Hong Lee jako Paul
- Alyssa Diaz jako Jasmine
- Grey Damon jako Brian Rezza

### Pozostali
- Alicia Coppola jako Valentina
- David S. Lee jako Whitley Rezza
- Jolene Andersen jako Simone
- Cristian de la Fuente jako Frank Cabrera
- Aeriel Miranda jako Lana
- Kiko Ellsworth jako The Rogue
- Daniel Sharman jako Zane

## Spis odcinków
| Światowa premiera | N/o | Angielski tytuł      |
| ----------------- | --- | -------------------- |
|                   |     |                      |
| SERIA PIERWSZA    |     |                      |
|                   |     |                      |
| 14.06.2011        | 01  | Pilot                |
|                   |     |                      |
| 21.06.2011        | 02  | Redemption           |
|                   |     |                      |
| 28.06.2011        | 03  | Green Star           |
|                   |     |                      |
| 05.07.2011        | 04  | All Apologies        |
|                   |     |                      |
| 12.07.2011        | 05  | Girls Night Out      |
|                   |     |                      |
| 19.07.2011        | 06  | Nothing Compares 2 U |
|                   |     |                      |
| 26.07.2011        | 07  | Dogs of War          |
|                   |     |                      |
| 02.08.2011        | 08  | Heartbreaker         |
|                   |     |                      |
| 09.08.2011        | 09  | Responsible          |
|                   |     |                      |
| 16.08.2011        | 10  | Beautiful Day        |
|                   |     |                      |